# O Dom Supremo
O Dom Supremo é um livro de Paulo Coelho, adaptação livre do livro "A Melhor Coisa do Mundo" (The Greatest Thing in the World), de Henry Drummond. Fala sobre um trecho da carta de São Paulo aos Coríntios.